# Al Qanāţir al Khayrīyah
Al Qanāţir al Khayrīyah (arabiska: القناطر الخيرية) är en ort i Egypten.   Den ligger i guvernementet Al-Qalyubiyya, i den norra delen av landet, 18 km nordväst om huvudstaden Kairo. Al Qanāţir al Khayrīyah ligger 20 meter över havet och antalet invånare är 56 302.
Terrängen runt Al Qanāţir al Khayrīyah är mycket platt. Runt Al Qanāţir al Khayrīyah är det mycket tätbefolkat, med 3 623 invånare per kvadratkilometer. Närmaste större samhälle är Kairo, 18,1 km sydost om Al Qanāţir al Khayrīyah. Trakten runt Al Qanāţir al Khayrīyah består till största delen av jordbruksmark.